# Ярчів-Колонія Друга
Ярчів-Колонія Друга (пол. Jarczów-Kolonia Druga) — колонія у Польщі, в Люблінському воєводстві Томашовського повіту, ґміни Ярчів.